# Архідієцезія Мюнхена та Фрайзінга

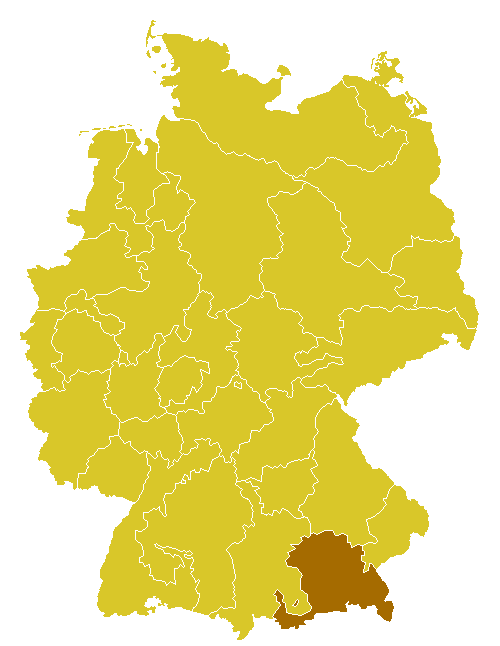
Карта архієпархії Мюнхена та Фрайзінга

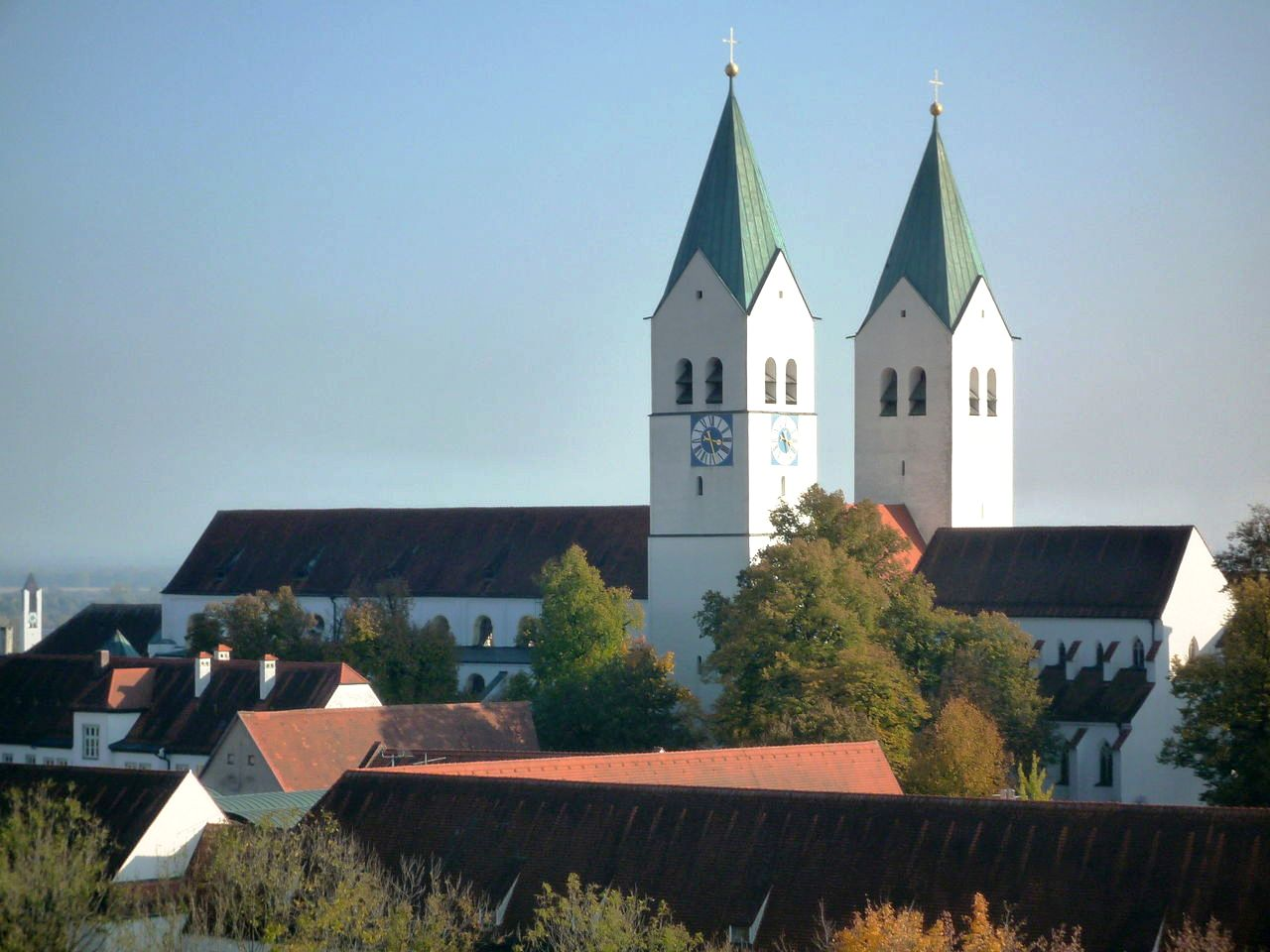
Собор Пресвятої Діви Марії та Святого Корбініана, Фрайзінг, Німеччина

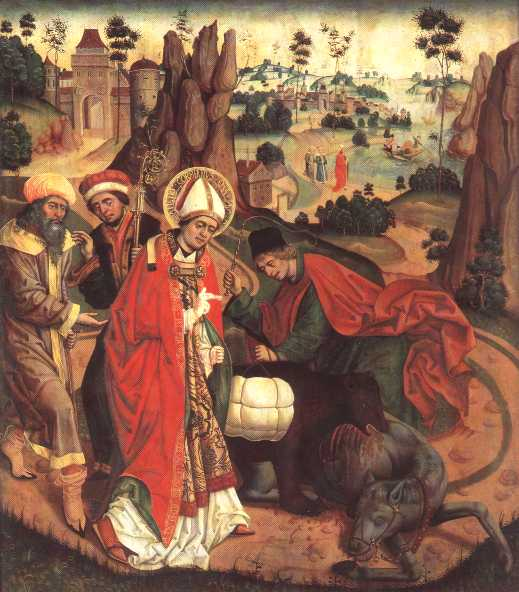
Святий Корбініан

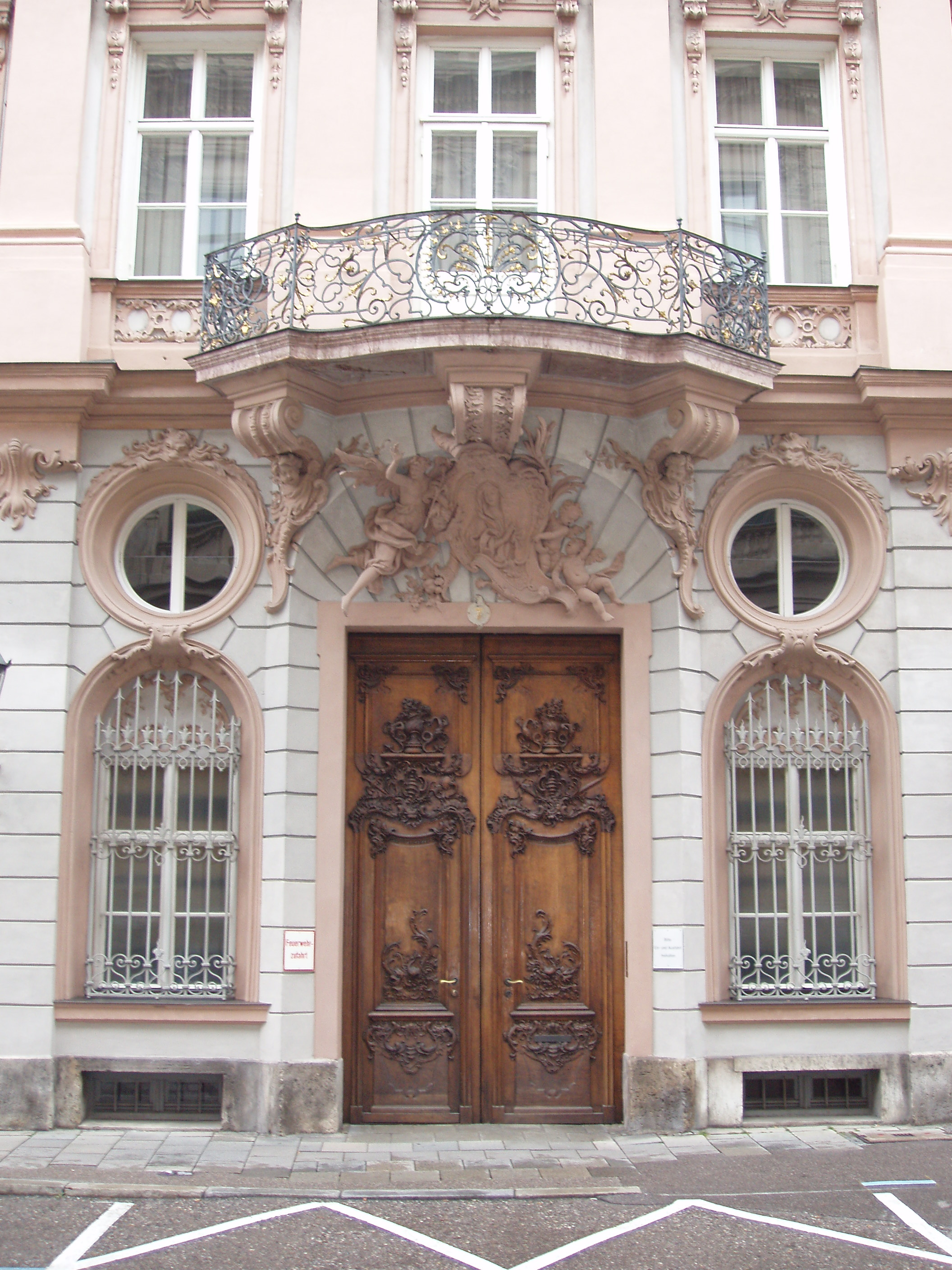
Палац Гольнштайн — резиденція архієпископів Мюнхена та Фрайзінга

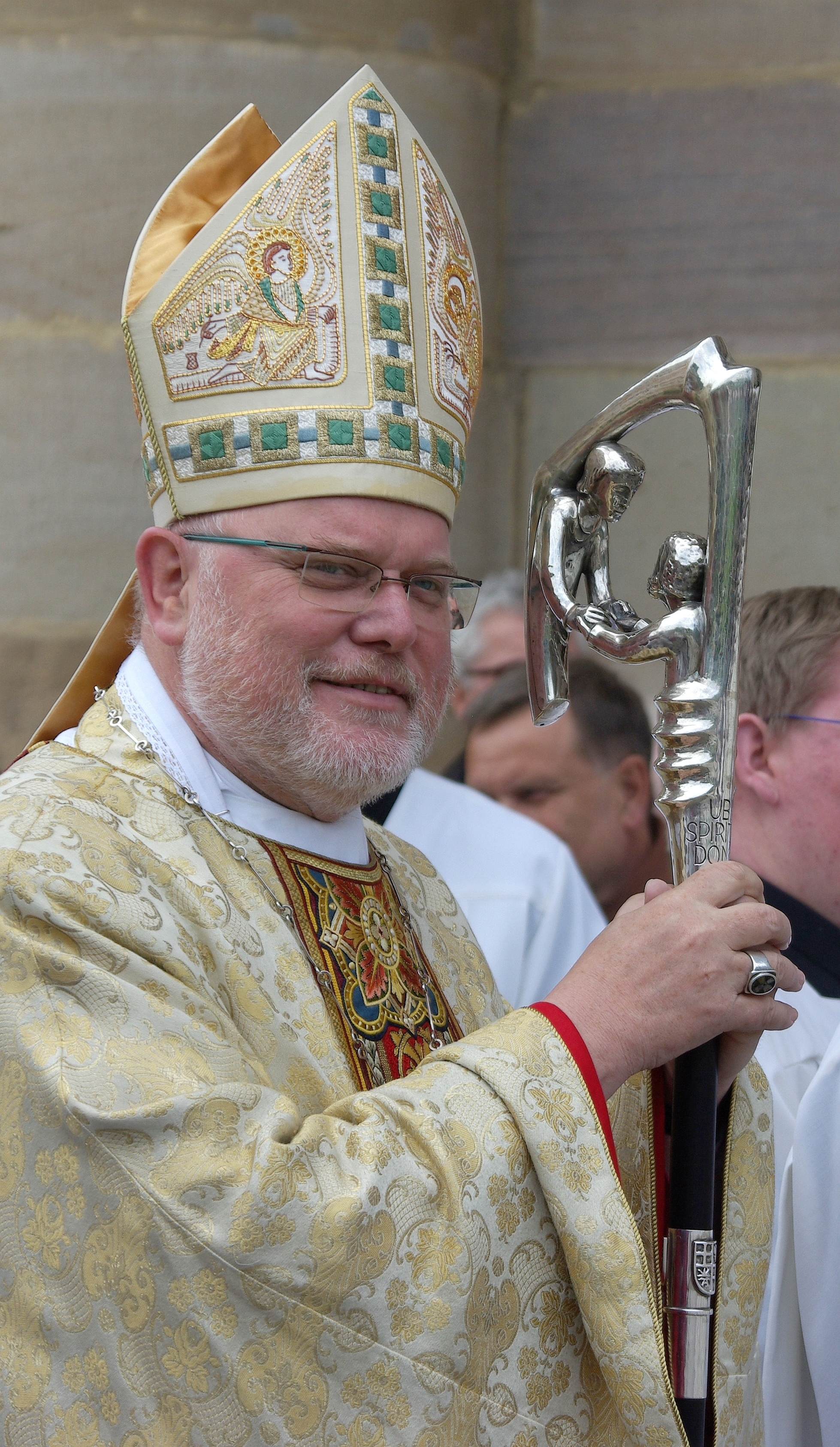
Кардинал Рейнгард Маркс — сучасний ординарій архієпархії Мюнхена та Фрайзінга

Архідієце́зія Мю́нхена та Фра́йзінга (лат. Archidioecesis Monacensis et Frisingensis) — архідієцезія Римо-католицької церкви з центром у місті Мюнхен, Німеччина. До митрополії Мюнхена та Фрайзінга входять єпархії Аугсбурга, Пассау, Регенсбурга. Кафедральним собором архієпархії Мюнхена та Фрайзінга є Фрауенкірхе (собор Пресвятої Діви Марії). У Фрайзінгу розміщується співкафедральний собор Пресвятої Діви Марії та Святого Корбініана.

## Історія
716 року до Баварії прибув святий Корбініан, щоб заснувати там парафії католицької церкви. Він збудував на пагорбі поблизу Фрайзінга домініканський монастир. 739 року святий Боніфацій заснував у Фрайзінгу католицьку єпархію.
З 1239 року єпископи Фрайзінга мали світську владу. Єпархія Фрайзінга поширювала свою юрисдикцію на значну територію, включаючи сучасне італійське місто Сан-Кандідо. У середньовіччі єпархія Фрайзінга входила до складу митрополії Зальцбурга.
1803 року дієцезію Фрайзінга ліквідували в результаті німецької медіатизації. 1817 року після конкордату Ватикану з Баварією прийняли рішення про відродження дієцезії Фрайзінга в ранзі архідієцезії під новою назвою Архідієцезія Мюнхена та Фрайзінга. Планували включити до складу території архідієцезії Мюнхена та Фрайзінга територію ліквідованої дієцезії Кімзе. Архідієцезію Мюнхена та Фрайзінга канонічно започатковано 1 квітня 1818 року буллою Dei ac Domini Nostri Папи Римського Пія VII.
У лютому 1818 року першим архієпископом архідієцезії Мюнхена та Фрайзінга призначений Лотар Ансельм фон Гебсаттель, однак через суперечки з Ватиканом і місцевою владою він зайняв свою кафедру тільки 15 серпня 1821 року. Кафедральним собором архідієцезії став Собор Пресвятої Діви Марії. Свою резиденцію архієпископ розмістив у палаці Гольнштайн.

## Ординарії архієпархії

### Ординарії єпархії Фрайзінга
- єпископ святий Корбініан Фрайзінзький (724 — 8.09.730);
- єпископ Еремберт (730 — 1.01.749);
- єпископ Йозеф фон Верона (березень 749 — 17.01.764);
- єпископ Арбео (764–783/784);
- єпископ Атто (783/784 — 810/811);
- єпископ Гітто (810/811 — 834/835);
- єпископ Ергенберт (835/836 — 854);
- єпископ Анно (854/855 — 875);
- єпископ Арнольд (875–883);
- єпископ Валдо (883/884 — 903/906);
- єпископ Утто (904/906 — 907);
- єпископ Драгольф (907–926);
- єпископ Вольфрам (926–937);
- єпископ блаженний Лантперт (937/938 — 957);
- єпископ Абрагам (956/957 — 993/994);
- єпископ Готшалк фон Хогенау (994–1005);
- єпископ Егельберт фон Моосбург (1005–1039);
- єпископ Ніткер (1039–1052);
- єпископ Елленгард (1052–1078);
- єпископ Мегінвард (1078–1098);
- єпископ Гайнріх I фон Фразінг (1098–1137);
- єпископ Оттон Фрайзінгський (1138–1158);
- єпископ Альберт I фон Гартгаузен (1158–1184);
- єпископ Отто II фон Берг (1184–1220);
- єпископ Герольд фон Вальдек (1220–1230);
- єпископ Конрад I фон Тельз унд Хогенбург (1230–1258);
- єпископ Конрад II, вільдграф фон Даун (1258–1278/1279);
- єпископ Фрідріх фон Монтальбан (1279–1282);
- єпископ Еміхо, вільдграф фон Віттельсбах (1282–1311);
- єпископ Готтфрід фон Гексенаггер (1311–1314);
- єпископ Конрад III дер Сендлінгер (1314–1322);
- єпископ Йоганнес I Вульфінг (1323–1324);
- єпископ Конрад IV фон Клінгенберг (1324–1340);
- єпископ Йоганнес II Гак (1340–1349);
- єпископ Альберт II фон Хогенберг (1349–1359);
- єпископ Пауль фон Ягерндорф (1359–1377);
- єпископ Леопольд фон Штурмберг (1377–1381);
- єпископ Бертольд фон Вехінген (1381–1410);
- єпископ Конрад V фон Гебенштрейт (1411–1412);
- єпископ Германн фон Кіллі (1412–1421);
- єпископ Нікодемус делла Скала (1421/1422 — 1443);
- єпископ Гайнріх II Шлік (1443–1448);
- єпископ Йоганнес III Грюнвальдер (1448–1452);
- єпископ Йоганн IV Тульбек (1453–1473);
- єпископ Сікст фон Таннберг (1473–1495);
- єпископ Руперт фон дер Пфальц (1495–1498);
- єпископ Філіп фон дер Пфальц (1498–1541);
- єпископ Гайнріх II фон дер Пфальц (1541–1552);
- єпископ Лео Лох фон Гількертсхаузен (1552–1559);
- єпископ Моріц фон Сандізель (1559–1566);
- єпископ Ернст фон Баєр (1566–1612);
- єпископ Стефан фон Сайбольдсдорф (1612–1618);
- єпископ Вейт Адам фон Гепек (1618–1651);
- єпископ Альбрехт Сигізмунд фон Баєр (1651/1652 — 1685);
- єпископ Йосиф Клеменс Баварський (1685–1694);
- єпископ Йоганн Франц Еккер фон Капфінг унд Ліхтенек (1694/1695 — 1727);
- кардинал Йоганн Теодор Баварський (1727–1763);
- єпископ Клеменс Венцеслав Саксонський (1763–1768);
- єпископ Людвіг Йозеф Фрайгерр фон Вельден (1768–1788);
- єпископ Максиміліан Прокоп фон Торрінг-Єттенбах (1788–1789);
- єпископ Йозеф Конрад Фрайгерр фон Шроффенберг (1789–1803);
  - Sede vacante (1803–1821);
  - єпископ Йозеф Якоб фон Геккеншталлер (1803–1818) — апостольський адміністратор;
  - Єпархію ліквідовано.

### Ординарії архієпархії Мюнхена та Фрайзінга
- архієпископ Лотар Ансельм фон Гебсаттель (1821—1846);
- кардинал граф Карл-Август фон Райзах (1846—1856);
- архієпископ Грегор фон Шерр (1856—1877);
- архієпископ Антоніус фон Штейхель (1878—1889);
- архієпископ Антоніус фон Тома (1889—1897);
- архієпископ Франц Йозеф фон Штайн (1898—1909);
- кардинал Франциск фон Беттінгер (1909—1917);
- кардинал Міхаель фон Фаульхабер (1917—1952);
- кардинал Йозеф Вендель (1952—1960);
- кардинал Юліус Депфнер (1961—1976);
- кардинал Йозеф Ратцінгер (1977—1982) — обраний папою під іменем Бенедикта XVI;
- кардинал Фрідріх Веттер (1982—2007) — 2.02.2007 — 2.02.2008 був апостольським адміністратором;
- кардинал Рейнгард Маркс (2008 — дотепер).